# Миссисипи
Миссиси́пи (англ. Mississippi, МФА: [ˌmɪsəˈsɪpi]; на языке оджибве misi-ziibi или gichi-ziibi — «большая река») — река в США, одна из величайших рек мира. Миссисипи — главная река крупнейшей речной системы в Северной Америке. Протекает исключительно по территории Соединённых Штатов Америки, хотя её бассейн распространяется и на Канаду.
Истоком Миссисипи считается либо ручей Николетт-Крик, либо озеро Айтаска, куда он впадает. Исток расположен в штате Миннесота на высоте около 530 м над уровнем моря. Река в основном течёт в южном направлении и достигает длины в 3770 километров, заканчиваясь обширной дельтой в Мексиканском заливе, она протекает по территории 10 штатов, а её бассейн охватывает 31 штат от Скалистых гор до горной системы Аппалачи. Миссисипи занимает тринадцатое место в списке длиннейших рек мира, а речная система Миссисипи-Миссури — третье, и девятое — в списке по полноводности. Миссисипи является частью границ или же пересекает штаты Миннесота, Висконсин, Айова, Иллинойс, Миссури, Кентукки, Теннесси, Арканзас, Миссисипи и Луизиана.
Индейцы жили на берегах Миссисипи и её притоков с древнейших времён. Большинство из них были охотниками и собирателями, но некоторые, такие как строители курганов, образовывали развитые сельскохозяйственные общины. Прибытие европейцев в 1500-х годах навсегда изменило исконный образ жизни аборигенов. Первоначально река выступала в роли барьера, формируя границы Новой Испании и Новой Франции, а также ранних Соединённых Штатов, а затем став важной транспортной артерией и средством сообщения. В XIX веке, во время апофеоза идеи Явного предначертания, Миссисипи и некоторые западные её притоки, главным образом Миссури, послужили путями западной экспансии Соединённых Штатов.
Покрытая толстым слоем иловых отложений, долина реки является одним из плодороднейших регионов США, что послужило развитию легендарной эры пароходов на Миссисипи. Во время Гражданской войны захват Миссисипи силами Союза послужил поворотной точкой в противостоянии в силу важности реки как торгового и транспортного пути. По мере устойчивого роста городов и появления на реке больших кораблей и барж, вытеснивших маломерные суда, с начала XX века начинаются масштабные гидротехнические работы по возведению дамб, плотин, шлюзов и прочих гидротехнических сооружений.
Современное развитие бассейна Миссисипи привело к ряду экологических проблем: одной из крупнейших является проблема загрязнения вод реки сельскохозяйственными стоками, что привело к возникновению так называемой «мёртвой зоны» Мексиканского залива. В последние годы отмечено неуклонное смещение Миссисипи к рукаву Атчафалайа в дельте реки, что может привести к катастрофическим последствиям для портов в дельте, таких как Новый Орлеан. Система дренажей и перемычек позволяет сдерживать этот процесс, однако из-за выноса грунта и эрозии смещение год от года становится всё более явным.

## Физическая география
География расположения Миссисипи включает в себя сведения о русловых процессах, о ложе реки, её стоке, сменах курса и местонахождения.

### Разделение реки
Принято разделять Миссисипи на два больших участка: верхнюю Миссисипи и нижнюю Миссисипи. Граница разделения находится в Кейро, штат Иллинойс, где в Миссисипи вливается река Огайо на высоте примерно 100 метров над уровнем моря. Верхняя Миссисипи располагается на широтах от 47°N до 37°N, нижняя от 37°N до 29°N.

#### Верхняя Миссисипи

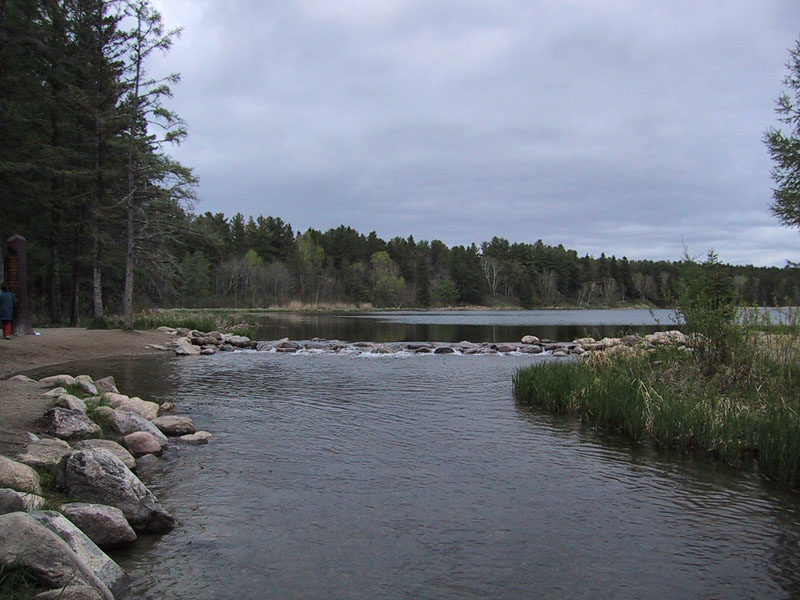
Исток реки Миссисипи на озере Айтаска

Верхняя Миссисипи делится на три части: исток, 793 км; на источник Сейнт-Энтони-Фолс, ряд искусственных озёр между Миннеаполисом и Сент-Луисом, штат Миссури, 1069 км, до средней Миссисипи, 310 км, вся остальная часть реки, до впадения реки Миссури в Сент-Луисе.
Традиционно считается, что исток Миссисипи находится в озере Айтаска на территории парка штата Айтаска, Миннесота, хотя само озеро питается несколькими ручьями.

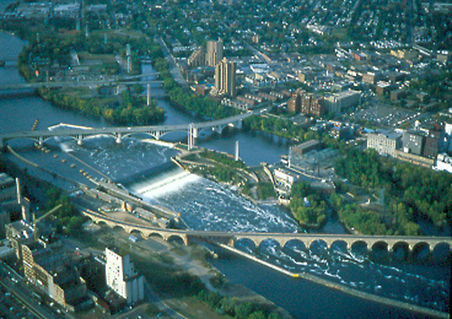
Водопад Сент-Антони

Из озера Айтаска Миссисипи течёт сперва на север, но вскоре поворачивает на восток и, протекая через озеро Касс и многие другие озёра, делает извороты во всевозможных направлениях, а затем направляется к югу. Верхняя Миссисипи протекает по заболоченной, покрытой многочисленными озёрами, местности, в русле много каменистых порогов и перекатов. В Миннеаполисе на Миссисипи расположен водопад Сент-Антони, откуда раньше начиналось судоходство по реке. Далее к югу, возле города Сент-Пол, Миссисипи протекает через живописное озеро Пепин.
На данном участке реки расположено 42 плотины. Четырнадцать из них, расположены выше Миннеаполиса и используются в основном в целях энергетики и отдыха. Остальные 28 плотин расположены в центре города и используются для поддержки коммерческой навигации. В целом, эти 42 плотины влияют на экологию верховья реки сильнейшим образом.
Бассейн верхней Миссисипи включает в себя 5 экологических регионов, 3 биома и 3 физико-географических области (области с определённым геоморфологическим типом): Лаврентийская возвышенность, Центральную низменность и плато Озарк. Территории верхней Миссисипи были обитаемы уже 9000 лет назад. Первыми исследователями этой местности можно считать французов Луиса Жульетта и Жака Маркетта, прибывших туда в 1673 году.

#### Нижняя Миссисипи
Площадь бассейна нижней Миссисипи вместе с притоками составляет примерно 880 тысяч квадратных километров. Территории нижней Миссисипи были обитаемы уже 16 тыс. лет назад. Первым исследователем области был испанский конкистадор Эрнандо де Сото. Бассейн нижней Миссисипи включает в себя 3 физико-географических области: Прибрежную равнину, район Уошито и плато Озарк.

### Бассейн

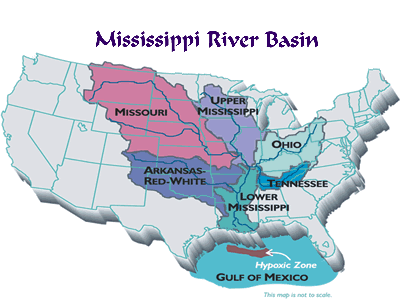
Карта бассейна Миссисипи

Миссисипи имеет один из самых больших бассейнов в мире. Его площадь составляет примерно 3,27 млн км², что является третьим по величине показателем в мире после Амазонки и Конго, затрагивая территорию 32 штатов США и двух канадских провинций, покрывая 41-42 % территории Соединённых Штатов. Миссисипи собирает воды с большей части пространства между Скалистыми горами и горной системой Аппалачи. Путь водного потока от истока в озере Айтаска до Мексиканского залива занимает приблизительно 90 дней.

### Расход

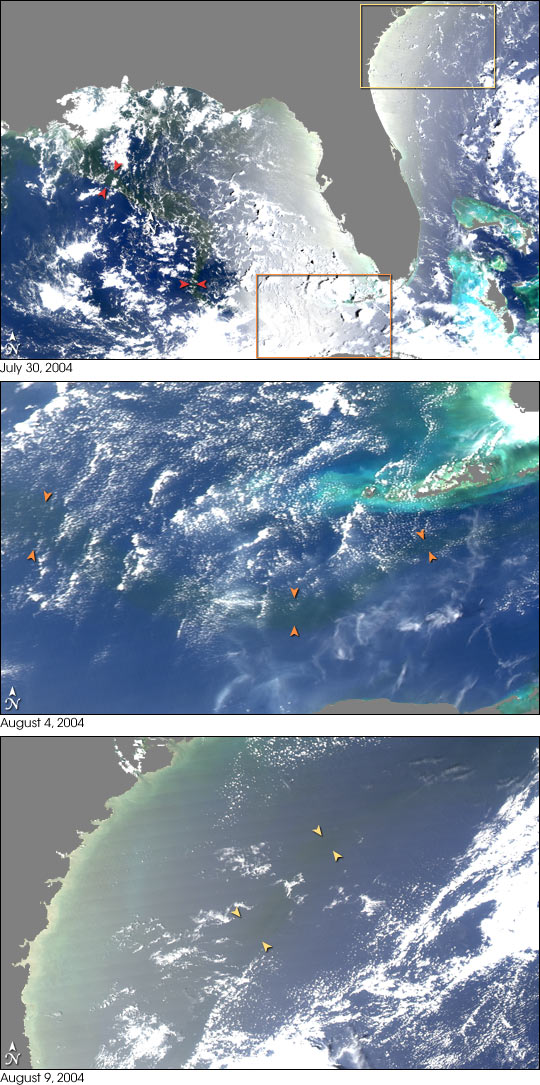
Снимки НАСА, сделанные с помощью MODIS. Стрелками на фотографиях показаны тёмные области — это вода из Миссисипи, которая не смешалась с водами Мексиканского залива. Таким образом, большие объёмы вод Миссисипи, не растворяясь, могут огибать полуостров Флорида, попадая в Гольфстрим и проходить вдоль восточного побережья длинный путь

В среднем за год расход Миссисипи составляет 7-20 тыс. м³/с). Хотя она находится в десятке самых больших рек в мире по величине стока, её расход составляет лишь 8 % от расхода Амазонки.
Речная вода, попадая в солёные воды Мексиканского залива, не смешивается с ними сразу же. Большие массы воды могут огибать Флориду и доходить до берегов Джорджии, прежде чем окончательно смешаться с водой океана.
До 1900 года Миссисипи выносила до 400 миллионов тонн наносов в год. Однако в последние два десятилетия этот объём составляет лишь 145 миллионов тонн в год. Столь значительное уменьшение обусловлено масштабными гидротехническими работами на Миссисипи, Миссури и Огайо и их притоках, когда было построено множество плотин, регуляционных сооружений, проведены руслоукрепительные и берегоукрепительные работы, внедрены программы по уменьшению эрозии почв.

### Изменения русла
За всю историю существования Миссисипи много раз меняла русло, как незначительно, так и в крупных масштабах. Также многочисленные изменения происходили с её притоками, некоторые из которых исчезали, а другие появлялись. Вследствие естественного процесса, известного как авульсия или блуждание дельты, нижняя Миссисипи меняет своё место впадения в Мексиканский залив примерно каждую тысячу лет. Это происходит вследствие того, что в русле скапливаются наносы, что приводит к тому, что вода поднимается и находит более короткие пути в залив. Старое русло постепенно уменьшается, зарастает и превращается в байу (старицу). Этот процесс привёл к тому, что за последние 5000 лет линия берега южной Луизианы продвинулась в залив на 25-80 километров. Современная дельта Миссисипи называется Birdfoot Delta (англ. birdfoot — «птичья лапка») из-за схожести формы, или же Balize Delta, по названию первого французского поселения в дельте Миссисипи.

#### Доисторические направления реки
Бассейн Миссисипи сформировался большей частью под воздействием Лаврентийского ледника во время последней ледниковой эпохи. Южная часть этого огромного ледника добралась до территории нынешних Соединённых Штатов и бассейна Миссисипи. Когда ледник начал отступать, большие слои осадочных пород сформировали плоскую и плодородную долину реки. Во время таяния стекающая вода проложила себе путь в долину Миссисипи, создав при этом речные долины рек Миннесоты, Джеймс и Милк. Когда ледник полностью отступил, многие из тех временных водотоков пробили путь в Гудзонский залив или Атлантический океан, оставив притокам Миссисипи чрезмерно крупные гидрографические особенности для оставшегося объёма стока.
Ледяные щиты от 300 до 132 тысяч лет назад перегородили Миссисипи около Рок-Айленда, заставив её изменить направление и потечь по нынешнему руслу, западнее, чем в прошлом. Речка Хеннепин в одноимённом посёлке в общих чертах следует по древнему руслу Миссисипи. К югу от Хеннепина по части древнего русла Миссисипи течёт река Иллинойс.

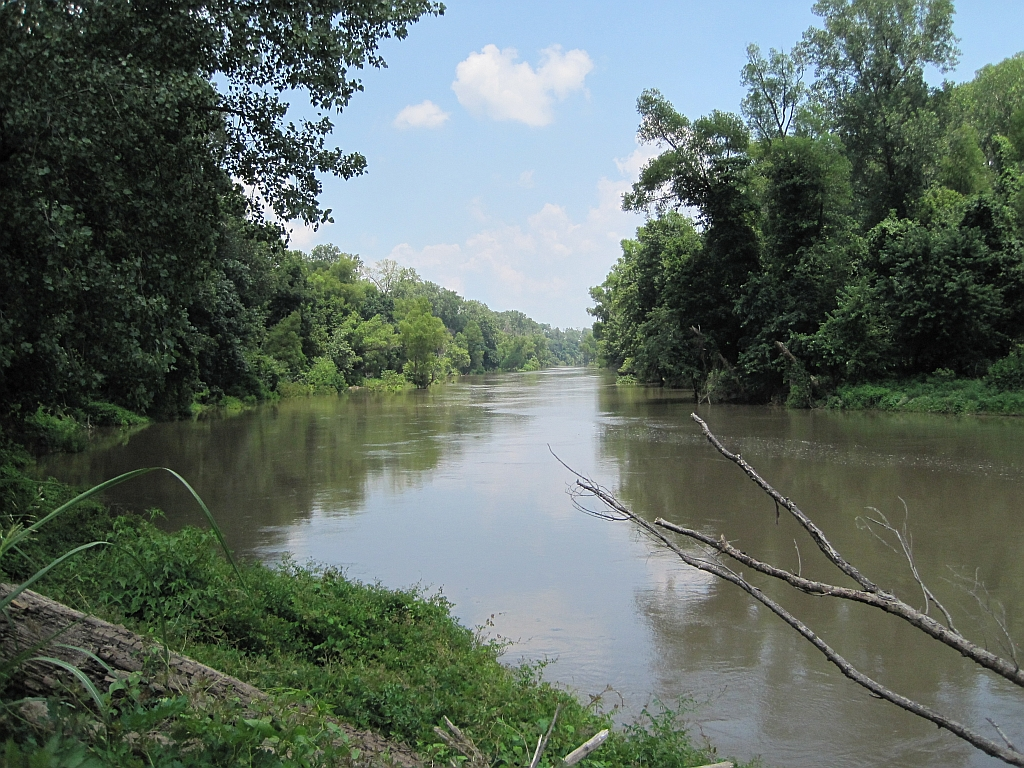
Вид вдоль бывшего русла в Теннесси, около Ревери (2007)

#### Изменения русла в современный период
В марте 1876 года Миссисипи неожиданно поменяла направление около Ревери, отделив небольшую часть округа Типтон от Теннесси и присоединив её к Арканзасу одним из своих рукавов. Так как данное событие было авульсией (присоединение участка земли к чужому владению вследствие наводнения или изменения русла реки), границу штатов решено было не перемещать.

### Новомадридская сейсмическая зона
Нью-мадридская сейсмическая зона проходит вдоль Миссисипи неподалёку от города Новый Мадрид, штат Миссури, между Мемфисом и Сент-Луисом. Происхождение зоны обусловлено наличием авлакогена, сформировавшегося одновременно с Мексиканским заливом. Область является сейсмически активной. Нью-мадридское землетрясение в 1811—1812 годах силой около 8 баллов по шкале Рихтера имело катастрофические последствия для населения. В результате землетрясения образовалось озеро Рилфут (штат Теннесси), а также изменилось направление течения реки, которая на какое-то время повернула вспять.

## Притоки и озёра

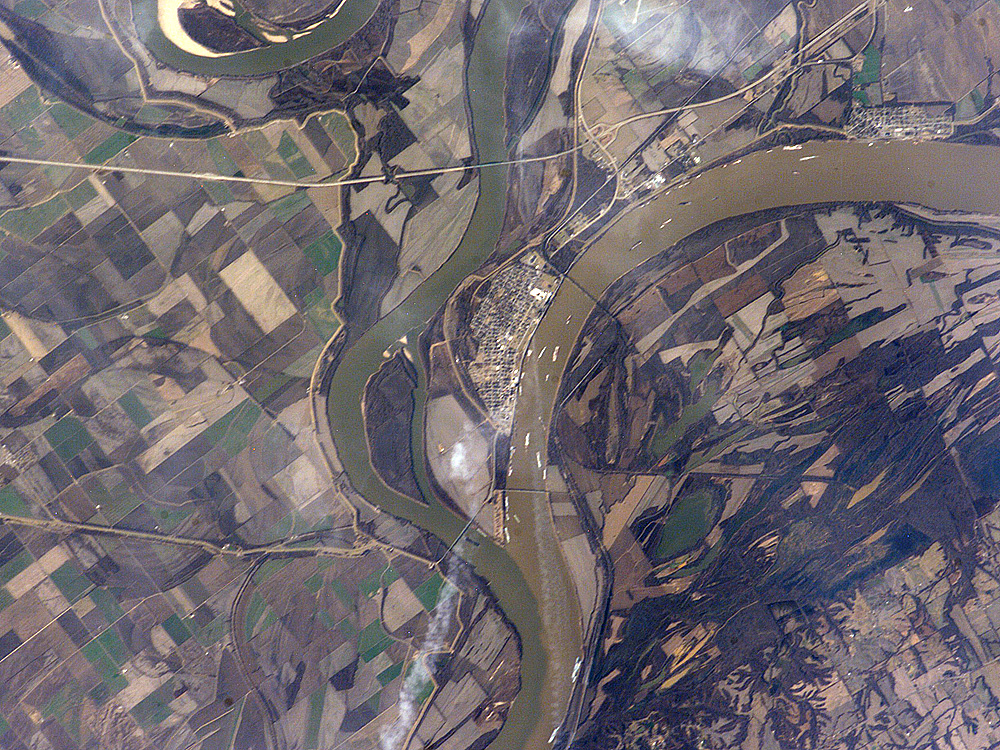
Впадение реки Огайо в Миссисипи, штат Иллинойс

Наиболее длинный приток — Миссури. Река Миссури, образованная от слияния рек Джефферсон, Мадисон и Галлатин — самая длинная река в Соединённых Штатах. Наряду с Иртышом, Миссури является крупнейшим притоком мира. Взятые вместе, Джефферсон, Миссури и Миссисипи образуют длиннейшую речную систему Северной Америки. Расстояние от истока Джефферсона до устья Миссисипи — 6300 километров, что сопоставимо с длиной реки Янцзы. Река Арканзас является вторым по длине притоком реки Миссисипи. Самым полноводным притоком является река Огайо. Крупнейшими притоками Миссисипи являются — Иллинойс (левые), Де-Мойн, Ред-Ривер (правые).
Недалеко от Гранд-Рапидс, штат Миннесота, река образует озеро Уиннибигошиш, простирающееся более чем на 11 км в ширину. Также следует отметить озеро Оналаска, недалеко от Ла-Кросса, штат Висконсин, где река имеет ширину 6,4 км, и озеро Пепин — 3,2 км в ширину. Первые две широкие области являются озером и водохранилищем, а не свободными водами реки. В других районах, где Миссисипи (за исключением озера Пепин — оно превышает 1,6 км в ширину в нескольких местах) очень широка, воды реки остаются свободными.

## Открытие реки европейцами
Первым европейцем, достигнувшим берегов Миссисипи, считается испанец Эрнандо де Сото (1541 год), хотя существуют и другие мнения.[какие?] Первым из европейцев проплыл по реке Робер де ла Саль в 1681—1682 годах. В 1518 или 1519 году в дельту реки заходили суда испанской экспедиции Алонсо Альвареса Пинеды, а в конце октября 1528 года к дельте Миссисипи вышла другая испанская экспедиция — Панфило Нарваэса, который, как и несколько его спутников, утонул в водах реки. Испанцы называли реку «Река Святого Духа» (исп. Río del Espíritu Santo; кто дал ей это имя — де Сото или кто-то из его предшественников, точно не известно.
В XVII веке началось исследование реки французскими путешественниками. В 1682 году вся низменность Миссисипи была объявлена владением Франции и в честь французского короля Луи XIV была названа Луизианой. В 1718 году в 160 километрах от устья был основан Новый Орлеан. По Парижскому договору 1763 года земли к востоку от устья Миссисипи были переданы Великобритании, а к западу — Испании. В 1800 году Франция выкупила Испанскую Луизиану, продав её в 1803 году США. Победа над Великобританией в Орлеанском сражении в 1812 году дала США право на обладание всем устьем реки Миссисипи.

## Пароходы на Миссисипи
Произведение Марка Твена «Жизнь на Миссисипи» затрагивает тему пароходных перевозок по Миссисипи, активно проходивших с 1830 по 1870 года вплоть до появления кораблей нового типа. Первым пароходом, прошедшим весь путь от Огайо до Нового Орлеана, был пароход «Новый Орлеан»; сделал он это в 1811 году. Вниз и вверх по реке в 1860 году проходило 5 тысяч пассажирских и грузовых пароходов.
В 1856 году через реку был построен первый железнодорожный Правительственный мост между Рок-Айленд (Иллинойс) и Давенпорт (Айова). Столкновение парохода с первым мостом вызвало крупный скандал. Судебное дело пошло в Вашингтон к Линкольну. Ответ президента был прост и ясен: «Человек может пересекать реку так же, как и двигаться по ней». Так начался закат пароходства. Пароходные перевозки оставались жизнеспособными по количеству перевозимых грузов и пассажиров до конца 1900-х годов. В 1910 году на реке доживали свой век 559 пароходов.
Среди пароходных компаний реки Миссисипи выделяется Anchor Line. Компания обладала огромной флотилией пароходов на маршруте Сент-Луис — Новый Орлеан с 1859 по 1898 год.
Впоследствии река постепенно вернула себе часть грузов — то, что не спешно, водою возить дешевле — и снова стала важнейшей транспортной магистралью. Значение Миссисипи вновь усилилось в связи с промышленным развитием района Великих озёр, особенно после Второй мировой войны 1939—1945 годов.

## Наводнения на Миссисипи
Весной 1927 года произошёл так называемый «Великий потоп» на Миссисипи — река вышла из берегов в 145 местах и залила 70 000 км², нанеся ущерб на 400 млн USD.
Другое крупное наводнение произошло в 1993 году, наибольшее увеличение уровня воды наблюдалось в месте слияния Миссисипи и Огайо.

## Техника
Позывные американских радиостанций, находящихся к востоку от Миссисипи, начинаются на букву W, а к западу — на букву K.